# 야마토여 영원히
야마토여 영원히(ヤマトよ永遠に, Be Forever Yamato)는 일본에서 제작된 마스다 토시오, 마츠모토 레이지 감독의 1980년 애니메이션, SF, 전쟁 영화이다. 토미야마 케이 등이 주연으로 출연하였고 니시자키 요시노부 등이 제작에 참여하였다.

## 출연

### 주연
- 토미야마 케이
- 아사가미 요코

### 조연
- 나카무라 슈세이
- 노무라 신지
- 하야시 카즈오
- 후루야 토오루
- 야스하라 요시토
- 나가이 이치로
- 오가타 켄이치
- 아오노 다케시
- 테라시마 미키오
- 카미야 아키라
- 코바야시 오사무
- 히로카와 타이치로
- 이부 마사토
- 한 케이코
- 우에다 미유키
- 노자와 나치
- 오오히라 토오루
- 무기히토
- 긴가 반죠
- 나카타니 유미
- 하자마 미치오